# عنکبوت (فیلم ۲۰۱۷)
عنکبوت (به انگلیسی: Spyder) فیلمی است محصول سال ۲۰۱۷ و به کارگردانی ای‌آر موروگادوس است. در این فیلم بازیگرانی همچون ماهش بابو، راکول پریت سینگ، اس. جی سوریا و بهاراث ایفای نقش کرده‌اند.